# Херсон Маєн
Херсон Маєн (ісп. Gerson Mayen, нар. 9 лютого 1989, Лос-Анджелес) — сальвадорський та американський футболіст, півзахисник клубу «Санта-Текла».
Виступав, зокрема, за клуби «Чівас США» та ФАС, а також національну збірну Сальвадору.

## Клубна кар'єра
Народився 9 лютого 1989 року в місті Лос-Анджелес. Розпочав грати у футбол в США в місцевих молодіжних командах, після чого приєднався до юнацької (U-18) команди клубу «Чівас США».
2008 року Маєн був включений до заявки першого клубу, проте у першому сезоні виступав виключно в резервному чемпіонаті МЛС, взявши участь у 12 матчах. 29 березня 2009 року в матчі проти «Далласа» Херсон дебютував за першу команду в Major League Soccer. Проте в складі цієї команди Маєн закріпитись так і не зумів, зігравши в цьому сезоні лише 12 матчів, а в першій половині наступного лише 4.
6 серпня 2010 року на правах оренди перейшов у клуб «Маямі» з другого американського дивізіону, а у квітні наступного року гравець був відданий у клуб «Форт-Лодердейл Страйкерс» з новоствореної NASL.
У 2012 році футболіст недовго пограв за «Лос-Анджелес Мішонерс», але того ж року відправився до Сальвадору, де став виступати за місцевий ФАС. Відіграв за команду із Санта-Ани наступні два сезони своєї ігрової кар'єри. Більшість часу, проведеного у складі ФАС, був основним гравцем команди.
До складу клубу «Санта-Текла» приєднався 2014 року. Відтоді встиг відіграти за команду із Санта-Текли 129 матчів в національному чемпіонаті.

## Виступи за збірні
2008 року почав виступати у складі молодіжної збірної США, зігравши в міжнародному турнірі Campos Verdes в Португалії. У наступному році у складі американської «молодіжки» був учасником молодіжного чемпіонату світу у Єгипті, де відіграв увесь матч проти однолітків з Німеччини (0:3), але його команда в підсумку не вийшла з групи. Всього на молодіжному рівні зіграв у 6 офіційних матчах.
5 липня 2011 року Маєн отримав дозвіл від ФІФА виступати у складі національної збірної Сальвадору. Дебютував за збірну на Центральноамериканському кубку 2013 року, вийшовши на заміну на 86-й хвилині матчу з Гондурасом (1:1).
В підсумку на тому турнірі сальвадорці стали бронзовими призерами, що дозволило команді пробитись на Золотий кубок КОНКАКАФ 2013 року у США, куди Маєн також поїхав. Згодом Херсон у складі збірної став учасником і розіграшу Золотого кубка КОНКАКАФ 2017 року у США.
Наразі провів у формі головної команди країни 25 матчів, забивши 1 гол.

## Досягнення
- Чемпіон Сальвадору: Клаусура 2015, Апертура 2016, Клаусура 2017